# Santa Maria della Neve al Colosseo
Santa Maria ad Nives, conhecida também como Sant'Andrea de Portugallo, é uma igreja de Roma, Itália, localizada no rione Monti, na esquina da via del Colosseo com a via del Cardello. É dedicada a Nossa Senhora das Neves. A obscura igreja de Santa Maria de Arcu Aureo é provavelmente a mesma igreja ou uma outra que ficava em frente.

## História
Sua origem é obscura. Segundo Armellini, esta igreja foi mencionada pela primeira vez no século XII, foi igreja paroquial e depois um simples benefício do cardeal-presbítero de São Pedro Acorrentado. Igualmente obscuro é seu nome: ela é conhecida como Sant’Andrea de Tabernula e Sant'Andrea de Portugallo. Sobre a origem, escreveu Armellini:
| “ | Sobre a origem do nome obscuro da igreja, podemos inferir com alguma razoabilidade que é uma referência a "ad busta gallica", citado por Varrão. Na época do papa Inocêncio III, o local ainda era chamado de in Gallicis; na Idade Média, chamavam-na de de arcu aureo, denominação esta que se estendia ainda para as ruínas do Fórum de Augusto e do Fórum de Domiciano. Ela estava anexa a um mosteiro e está entre aquelas que, no século XII, foram dadas como benefício simples do presbítero. | ” |
|   | — Mariano Armellini. |   |

Em 1607, o edifício foi entregue à Universidade dei Rigattieri, que reconstruíram-no às suas próprias custas. Não se sabe ao certo o responsável pela nova igreja, no estilo barroco de Francesco Fontana. Depois da ocupação napoleônica de Roma, a igreja foi entregue à Confraria de Santa Maria della Neve e recebeu seu nome atual.
O interior é composto por uma nave única e pinturas do século XVII: no altar da direita, "Batismo de Cristo", no altar-mor, "Anunciação" e no altar da esquerda, "São Francisco e Santa Clara".
Atualmente é uma igreja subsidiária da paróquia de Santa Maria ai Monti e o local de oração da Comunidade de Sant'Egidio.